# Alstom Citadis (Rotterdam)
L'Alstom Citadis Rotterdam est un type de tramway du modèle Citadis 302 du constructeur Alstom en circulation sur le réseau de Rotterdam exploité par la Rotterdamse Elektrische Tram (RET).

## Histoire

### Première série
Dans le cadre du projet « TramPlus » de la RET pour redynamiser le réseau de tramway en forte concurrence avec le métro rotterdamois, celle-ci commande 60 tramways de type Citadis 302 (à cinq caisses). Ceux-ci bénéficie de modifications techniques par rapport aux autres modèles de Citadis 302. Les véhicules sont mis en service à partir de 2003.
Ces véhicules sont rénovés à partir de 2015 (à l'exception d'une motrice accidentée et non réparée), leur intérieur a été modifié (déplacement de l'emplacement pour fauteuil roulant) ainsi qu'un équipement intérieur modernisé (sièges et information voyageurs).

### Deuxième série
Une deuxième série de 53 véhicules est commandée en 2007, elle est cependant plus courte que la première série pour permettre les croisements dans les courbes sur la ligne 7 (ce qui n'était pas possible avec les véhicules de la première série), cette seconde série doit pourvoir au remplacement des tramways ZGT (nl) des séries 700 et 800. Ces motrices sont livrées à partir de 2011 jusqu'en mai 2012, ils présentent des différences par rapport à la première série.

## Caractéristiques

### Caractéristiques générales
| Série                                  | Première série 2001-2060 | Deuxième série 2101-2153 |
| -------------------------------------- | ------------------------ | ------------------------ |
| Nombre produits (en service)           | 60 (59)                  | 53 (53)                  |
| Numéros                                | 2001-2060                | 2101-2153                |
| Livraison                              | 2003-...                 | 2011-2012                |
| Longueur                               |                          |                          |
| Hors-tout [mm]                         | 31 306                   | 30 846                   |
| Largeur                                |                          |                          |
| Hors-tout [mm]                         | 2 400                    | 2 400                    |
| Hauteur au-dessus du plan de roulement |                          |                          |
| Pantographe abaissé [mm]               | 3 397                    | 3 397                    |
| Entraxe bogies [mm]                    | 10 729                   | 10 729                   |
| Nombre de bogies moteurs+porteurs      | 2+1                      | 2+1                      |
| Disposition des essieux                | Bo+0+2+0+Bo              | Bo+0+2+0+Bo              |
| Conduite                               | unidirectionnelle        | unidirectionnelle        |

### Bogies
Les motrices sont équipés de bogies de type Alstom Corège, développés spécifiquement pour les rames de Rotterdam, chaque rame comporte deux bogies moteurs en extrémité et un bogie central porteur.
| Modèle                             | Alstom Corège | Alstom Corège                                                                                   |
| Type                               | Moteur | Porteur                                                                                         |
| ---------------------------------- | --- | ----------------------------------------------------------------------------------------------- |
| Nombre (dans le véhicule)          | 2 | 1                                                                                               |
| Disposition des essieux            | Bo+0+2+0+Bo | Bo+0+2+0+Bo                                                                                     |
| Écartement [mm]                    | 1 435 | 1 435                                                                                           |
| Pivotant (degré)                   | non | non                                                                                             |
| Essieux                            | coudés | coudés                                                                                          |
| Empattement                        | 1 900 | 1 900                                                                                           |
| Diamètre roues [mm] neuves (usées) | 610 (530) | 610 (530)                                                                                       |
| Suspension                         | |                                                                                                 |
| Roues élastiques                   | oui | oui                                                                                             |
| Suspension primaire                | Chevrons en caoutchouc. | Chevrons en caoutchouc.                                                                         |
| Suspension secondaire              | 4 ressorts hélicoïdaux (2 de chaque côté).                                                                                               | 4 ressorts hélicoïdaux (2 de chaque côté).                                                      |
| Autres (amortissement)             | oui | oui                                                                                             |
| Liaison avec la caisse             | Plots sur les ressorts de la suspension secondaire.                                                                                      | Plots sur les ressorts de la suspension secondaire.                                             |
| Motorisation                       | |                                                                                                 |
| Type                               | bimoteur | /                                                                                               |
| Agencement                         | En extérieur longitudinalement entrainant chacun les deux roues d'un côté du bogie (les essieux étant coudés).                           | /                                                                                               |
| Puissance [kW]                     | | /                                                                                               |
| Transmission                       | | /                                                                                               |
| Réduction                          | | /                                                                                               |
| Équipement de freinage             | - 2 unités de frein à disque par bogie à fonctionnement électro-hydraulique (1 sur chaque essieu) - 2 patins de frein électromagnétiques | 2 unités de frein à disque par bogie à fonctionnement électro-hydraulique (1 sur chaque essieu) |
| Masse [t]                          | 4,2 | 3,1                                                                                             |
| Charge à l'essieu maximale [t]     | 11 | 11                                                                                              |
| Vitesse maximum [km/h]             | 70 | 70                                                                                              |
| Remarques                          | |                                                                                                 |
| Illustration                       | |                                                                                                 |

### Aménagement
L'aménagement intérieur est de type couloir avec une configuration des sièges en 1+2 sur les caisses portées (caisse n°2 et 4), les caisses reposants sur les bogies (n°1 et 3) comportement huit sièges (six du côté gauche, deux du côté droit). Sur la première série, un emplacement pour fauteuil roulant est aménagée sur la deuxième caisse du côté droit du véhicule, cependant, sur la seconde série, il est déplacé du côté gauche toujours sur la deuxième caisse. Chaque rame dispose de quatre portes doubles (une sur chaque caisse).

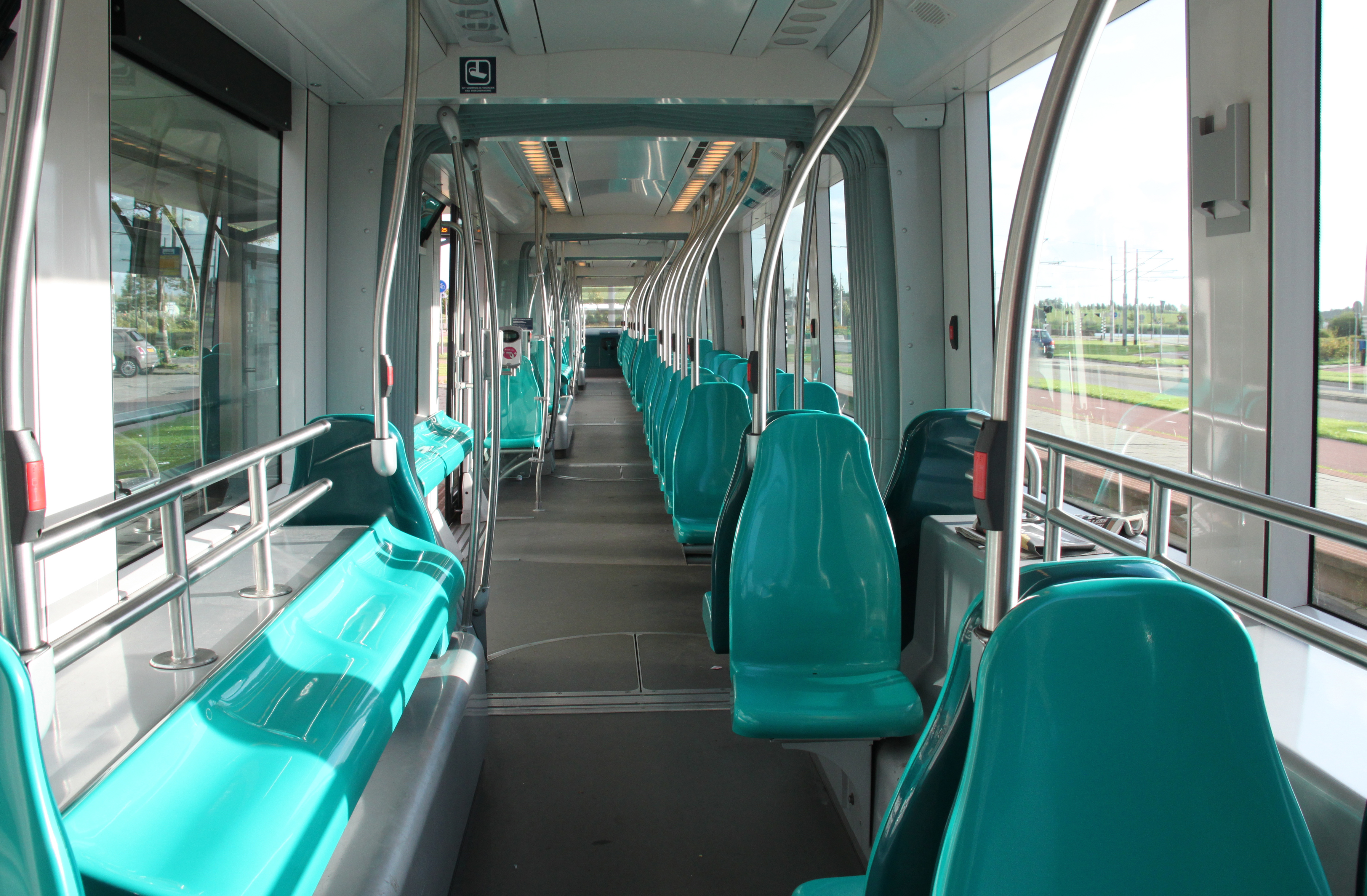
Vue intérieur de la première série, l'emplacement pour fauteuil roulant est visible sur la gauche au second plan.
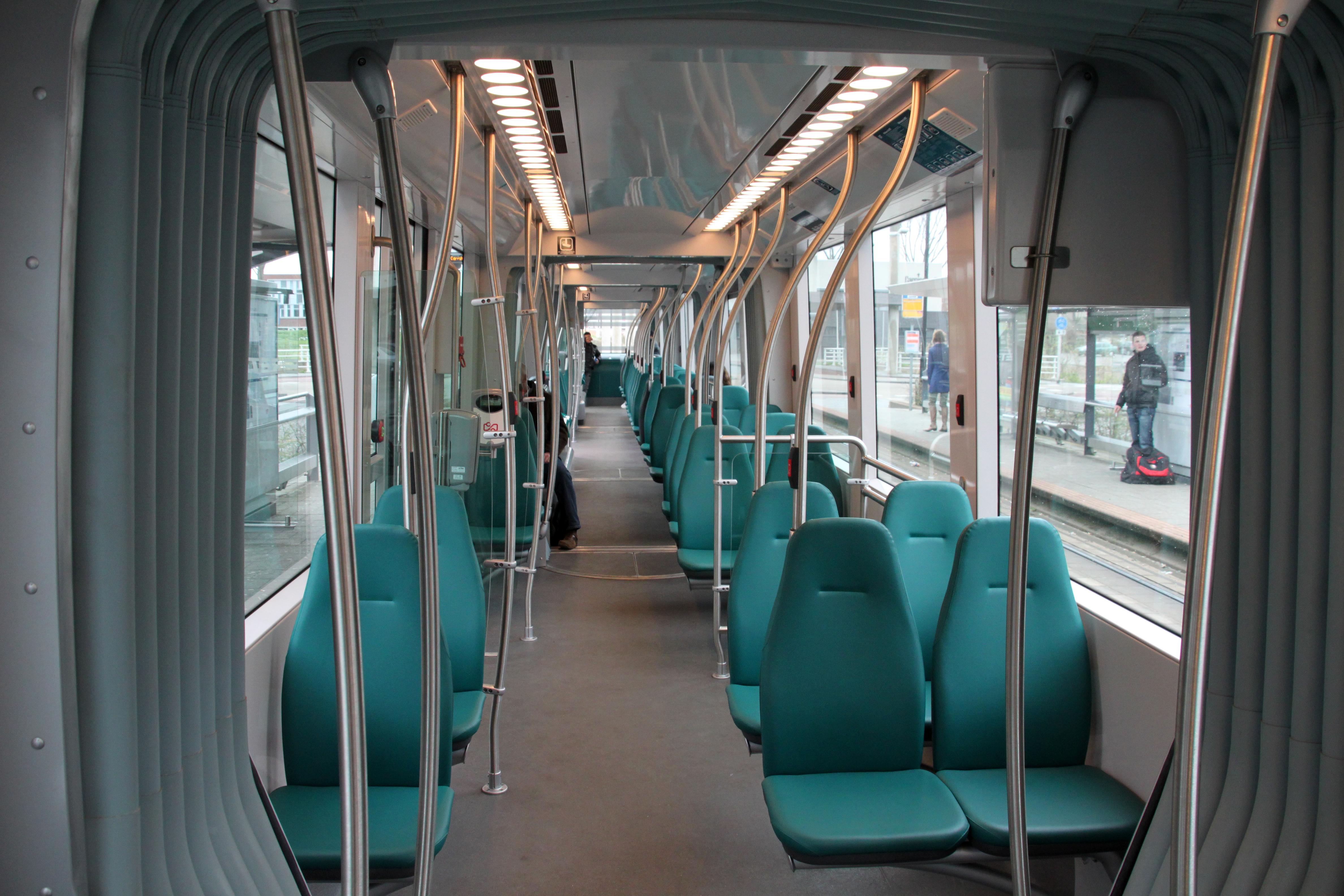
Vue intérieur de la deuxième série sur la deuxième caisse, l'emplacement pour fauteuil roulant est sur la droite.
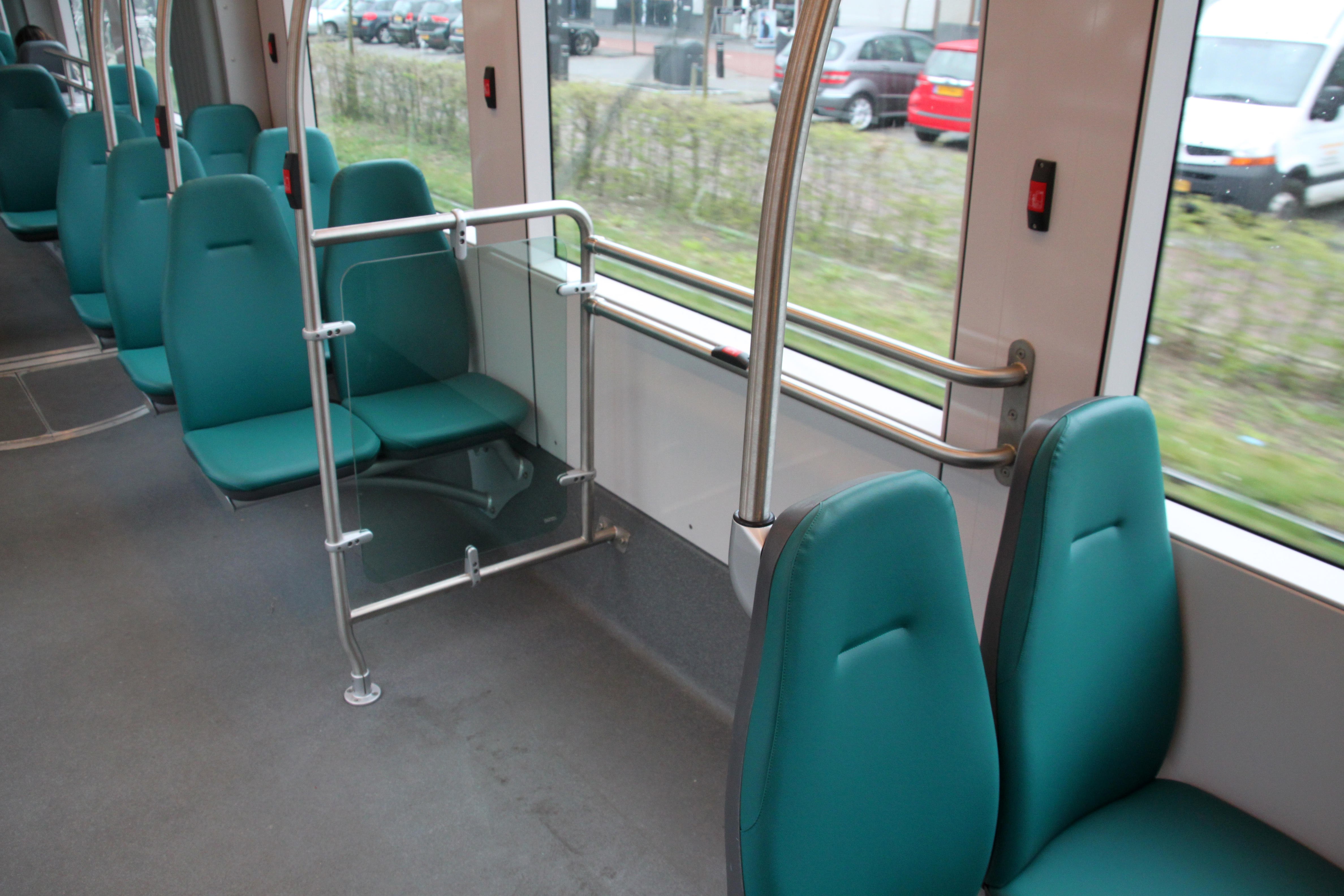
Idem, emplacement pour fauteuil roulant.
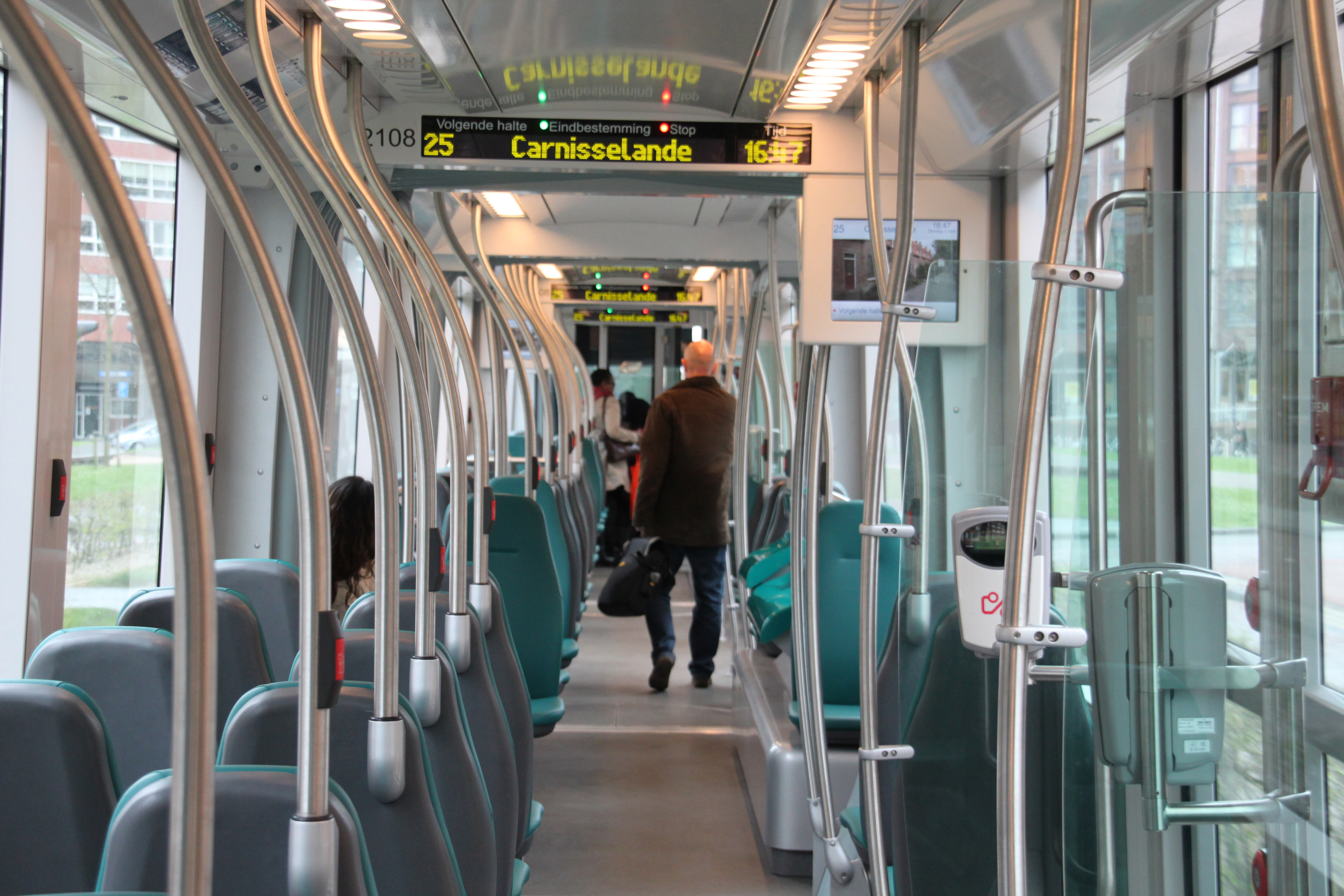
Idem, vue de la 4e caisse.
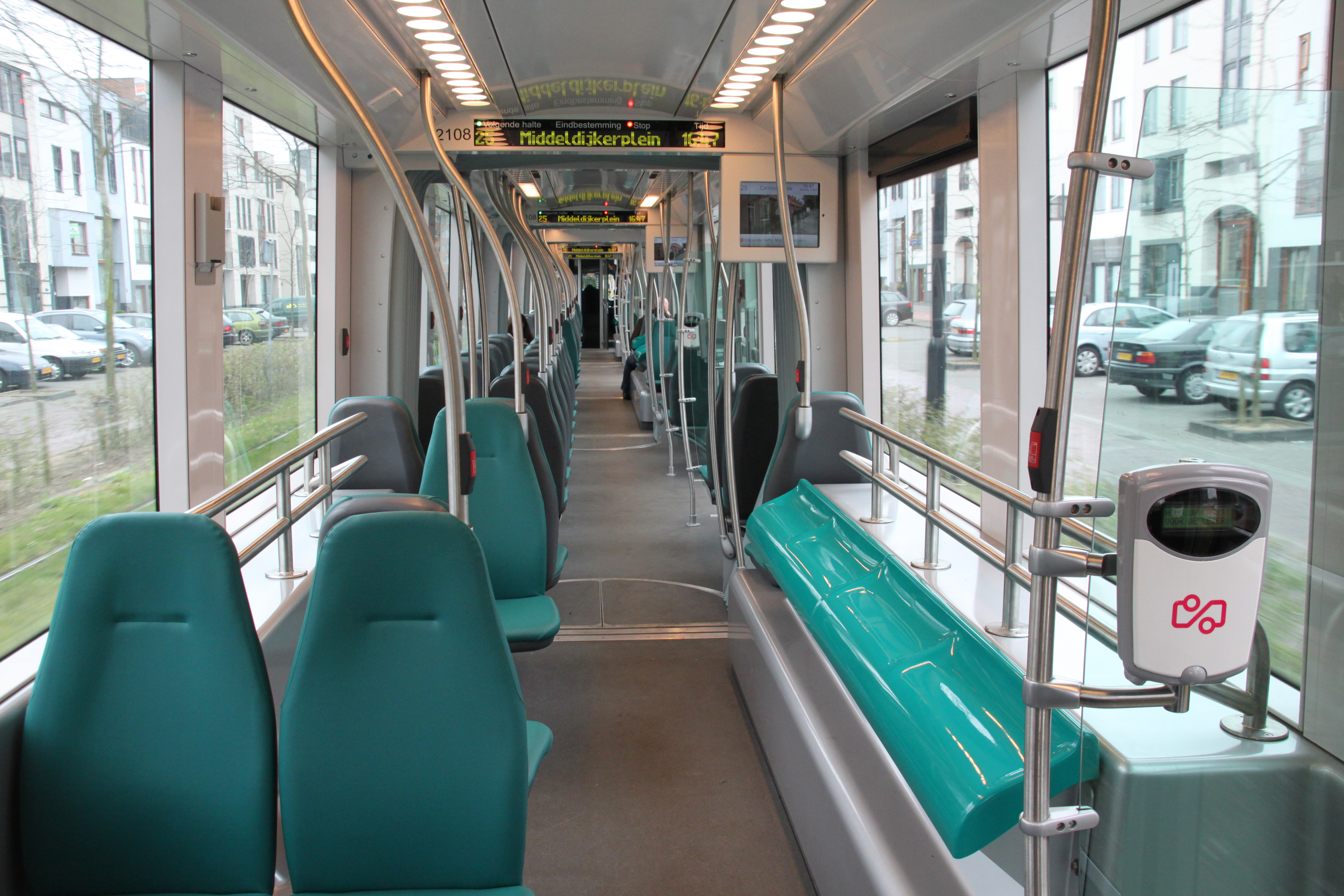
Idem, vue d'une caisse au dessus d'un bogie moteur (5e caisse).